# Anisozyga viridimargo
Anisozyga viridimargo là một loài bướm đêm trong họ Geometridae.